# 桐木憲一
桐木 憲一（きりき けんいち、1976年3月8日 - ）は、日本の漫画家、イラストレーター。山口県出身。萩市ふるさと大使。妻は漫画家・手塚治虫の長女である手塚るみ子。 

## 経歴・人物
1991年、『週刊少年ジャンプ』が行う月例新人漫画賞、第78回ホップ☆ステップ賞にて『ななせ君のバカ』が入選。1992年、『若気』で第36回赤塚賞準入選。
デビュー時から『週刊少年ジャンプ』にて作品を発表していたが大きなヒット作を打ち出すことが出来ず「地上最速青春卓球少年ぷーやん」の連載を最後に、少年誌から青年誌に活動の場を移している。
漫画執筆の他「トキワ荘通り協働プロジェクト」にも参加。トキワ荘と同じく豊島区南長崎に現存するアパート「紫雲荘」（かつては赤塚不二夫が仕事場として借りていたこともあり、桐木もまた紫雲荘の住人であった時期がある）で、漫画家志望者を育成するワークショップ企画を担当していた。
2010年、日本文芸社『週刊漫画ゴラク』誌上で『東京シャッターガール』連載開始。2013年、手塚眞監督、小林幹幸監督、寺内康太朗監督のオムニバス作品で実写映画化された。
2015年より竹書房『本当にあった愉快な話』誌上で『金沢シャッターガール』連載。2018年春に寺内康太朗監督により実写映画化された。
イラストレーターとしても活躍し、2014年NHK大河ドラマ『花燃ゆ』大河ドラマ館アニメーションキャラクターデザインも務めた。
2017年10月1日、かねてより交際をしていた手塚るみ子と婚姻届を提出。姓は桐木が手塚姓に改めた。翌2日に挙式。6日に親交のある漫画家や関係者を招いて結婚パーティーを行った。
2019年、ディープラーニングを用いた人工知能による手塚治虫新作漫画制作プロジェクト「TEZUKA2020」に参加。講談社の漫画雑誌「モーニング」2020年13号（2月27日発売）・20号（4月16日発売）に掲載された『ぱいどん』のネーム作成を担当した。
2022年8月1日に株式会社KnockToonの代表取締役に就任。10か月後の2023年6月29日に取締役を辞任した。

## 漫画作品リスト
- ななせ君のバカ（1992年、週刊少年ジャンプ特別編集増刊 Winter Special） - 読切。きりきけんいち名義
- 若気（1992年、週刊少年ジャンプ特別編集増刊 Summer Special） - 読切。桐木ケンイチ名義
- 団長Z（1994年、週刊少年ジャンプ特別編集増刊 Autumn Special） - 読切
- 笑殺集団! カラテックス（1999年、赤マルジャンプSUMMER） - 読切
- タクミンエンジン（2000年、週刊少年ジャンプ16号） - 読切
- 刃取るの茶々丸（2000年、赤マルジャンプWINTER） - 読切
- モンキーハニー（2001年、週刊少年ジャンプ27号） - 読切
- 少年青春卓球漫画ぷーやん。（2001年、赤マルジャンプSPRING） - 読切
- ぷーやん（2003年、週刊少年ジャンプ52号） - 読切
- 地上最速青春卓球少年ぷーやん（2004年、週刊少年ジャンプ 28号 - 41号） - 連載。霧木凡ケン名義。全2巻
- バラオケ! 〜it's a variety of orchestra!〜（2005年、ビジネスジャンプ23号） - 読切
- Beat Girls（2005年、ヤングガンガン 7 - 10号） - 短期集中連載。霧木梵犬名義
- 探偵事務所5"（2006年、ビジネスジャンプ10号 - 22号） - 連載。原作：徳永富彦 / 企画：映像探偵社
- 研修医少女 〜レジデント・ガール〜（2009年、ビジネスジャンプ19号 - 2010年9号） - 連載
- 東京シャッターガール（2010年 - 2013年、週刊漫画ゴラク） - 連載
- 金沢シャッターガール（2015年、SHUTTER magazine（読切）、2015年 - 2017年、本当にあった愉快な話（連載））
- 長州ファイブ（2018年、萩・明治維新150年事業実行委員会）- 描き下ろし単行本
- 写真甲子園 シャッターガール moment（2019年、小学館）- 描き下ろし単行本、原作担当、作画MUGENUP
- 手塚家の日々（2020年3月号 - 2020年10月号、本当にあった愉快な話） - 連載、協力：手塚プロダクション

## ゲーム作品リスト
- がるメタる!（2018年、DMMGAMES） - コミックパート監修

## 出演
テレビ番組
- 首都圏ネットワーク（2012年2月2日、NHK総合）[9]
- メレンゲの気持ち（2012年3月10日、日本テレビ） - 「通りの達人」コーナー
- モヤモヤさまぁ～ず2 #283「池袋・目白」（2013年9月15日、テレビ東京）[10][注釈 1]
- ヨルカフェTOKYO #4（2014年4月23日、テレビ東京）[11]
- TOKYOガルリ #77（2016年4月4日、テレビ東京）[12]

YouTube
- 【東京シャッターガール】桐木憲一×吉木りさ：フォト散歩企画〈全4回〉（2013年4月、MANGAPOLO）[13]